# Tornado dos Três Estados de 1925
O Tornado dos Três Estados de 18 de março de 1925, uma quarta-feira, foi o tornado mais mortal na história dos Estados Unidos. Ele também foi o mais forte durante uma grande onda de, pelo menos, 12 tornados significantes, abrangendo uma grande parte do centro-oeste e do sul do país. Este tornado sozinho foi responsável por 695 mortes, mais que o dobro do segundo mais mortal, o Grande Tornado de Natchez, Mississippi, de 7 de maio de 1840. O rastro de 151 a 235 mi (243 a 378 km) deixado pelo fenômeno foi o maior já registrado no mundo, atravessando do sudeste do Missouri, através do sul do Illinois, até o sudoeste de Indiana. Apesar de não ser oficialmente classificado pelo NOAA, é reconhecido pela maioria dos especialistas (como Tom Grazulis e Ted Fujita) como um tornado F5, o máximo na escala de danos da escala Fujita.

## Trajetória e danos

### Missouri
O tornado foi primeiramente avistado como um pequeno funil de condensação facilmente visível sobre as florestas das montanhas da cidade de Moore, Condado de Shannon, Missouri, à 13h00. A primeira fatalidade ocorreu por volta de 13h01, no setor norte-noroeste de Ellington, quando o tornado já havia crescido muito. Várias casas e outras estruturas foram destruídas ao norte da cidade. O tornado tomou a direção nordeste, causando US$ 500 000,00 de danos às propriedades e à quase aniquilação de Annapolis, onde grande parte da cidade foi destruída e duas pessoas foram mortas. O tornado em seguida atingiu a cidade mineira de Leadanna onde máquinas de mineração e várias estruturas foram destruídas, e outras duas pessoas morreram. No Condado de Bollinger, 32 crianças foram feridas quando duas escolas foram danificadas e várias casas foram completamente destruídas. Profunda escavação do solo, feita pela violência dos ventos, foi observada perto da cidade de Sedgewickville. Os ventos levaram chapas de ferro que foram achadas a até 50 mi (80 km) de distância. Atravessando o Condado de Perry, segundo relatos, o tornado teria apresentado um funil duplo no momento em que atingiu a cidade de Biehle, destruindo muitos lares da cidade e em seus arredores e causando mais quatro fatalidades. Várias outras casas foram completamente demolidas perto de Frohna. A cidade de Cornwall também foi atingida pelo tornado. Pelo menos 11 pessoas (possivelmente mais) morreram no total em Missouri.

### Illinois

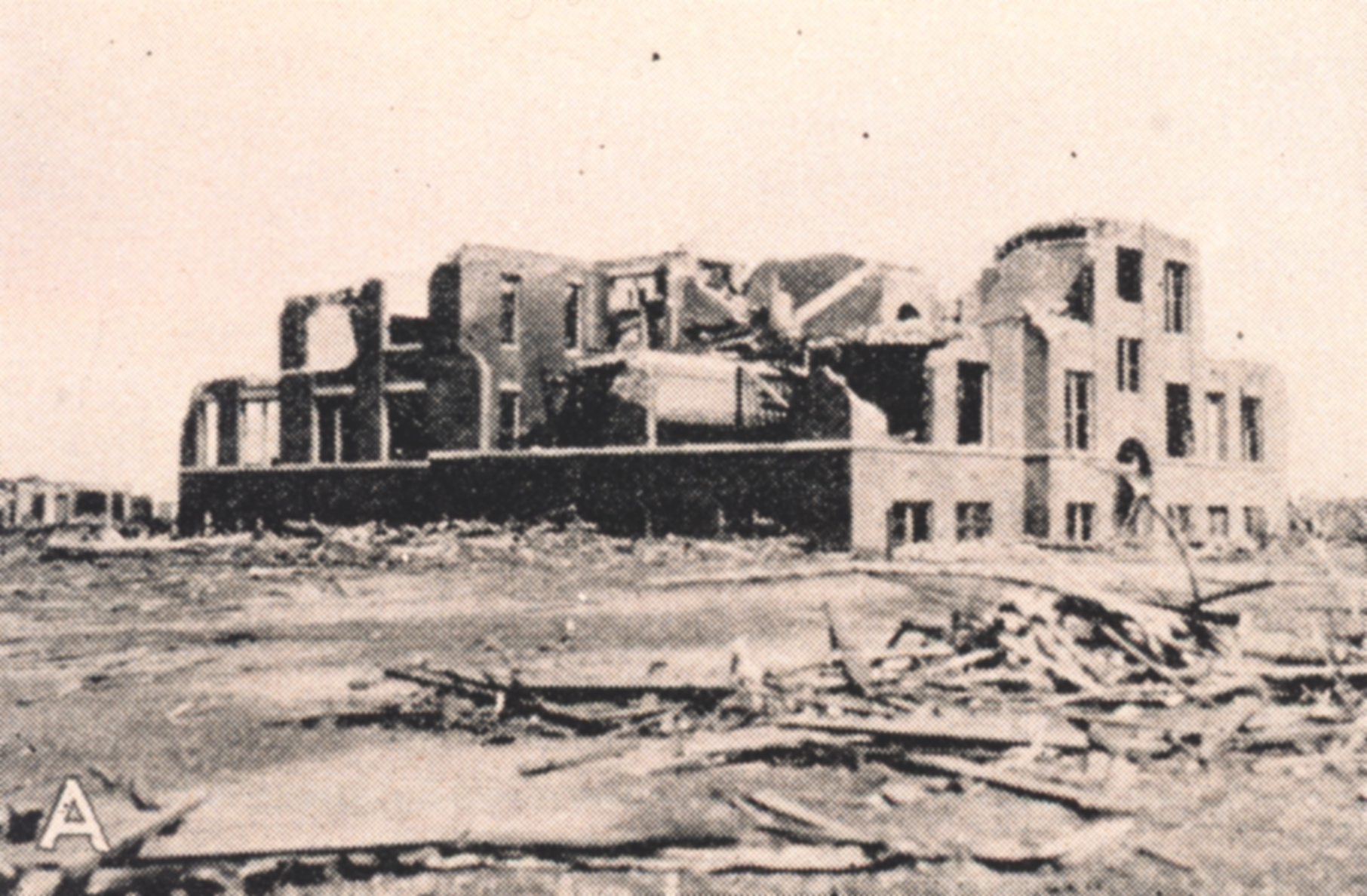
Ruínas da Escola Longfellow, Murphysboro, Illinois, onde 17 crianças foram mortas. A tempestade atingiu a escola por volta das 2:30 p.m.

O tornado cruzou o rio Mississippi, no sul de Illinois, arrancando até as cascas de árvores e escavando o solo em áreas rurais, antes de atingir a cidade de Gorham, às 2:30 p.m., obliterando totalmente a cidade e matando 34 pessoas. Quase todas as estruturas em Gorham foram niveladas ou varridas, e houve relatos de que os trilhos da ferrovia foram arrancados do chão. Mais da metade da população da cidade foi ferida ou morta e sete mortes ocorreram em uma escola. Continuando para o nordeste a uma velocidade média de 62 mph (100 km/h) (e chegando até 73 mph - 117km/h), o tornado abriu uma faixa de quase 1 milha (1,6 km) através de Murphysboro, completamente demolindo uma grande parte da cidade. Blocos inteiros de casas foram varridos em algumas áreas. Muitas outras estruturas também foram danificadas ou destruídas em toda a cidade, incluindo a oficina da empresa ferroviária M&O, onde 35 pessoas foram mortas. As escolas da área também foram devastadas com 17 estudantes mortos na Escola Longfellow e outros nove mortos na Escola Logan.  Depois que o tornado passou, grandes incêndios atingiram os destroços, queimando muitos dos sobreviventes presos nos escombros. Em Murphysboro, um total de 234 pessoas foram mortas, o maior número de fatalidades ocasionadas por tornado em uma única cidade na história dos EUA.
O tornado então atingiu a cidade vizinha de De Soto, que também foi devastada. 69 pessoas foram mortas lá e muitas casas foram varridas. 33 fatalidades foram de estudantes atingidos pelo colapso parcial da Escola De Soto, o pior número de mortes relacionadas a tornados em uma única escola na história dos EUA. O tornado continuou sentido nordeste e impactou a pequena vila de Bush, matando sete pessoas lá. Várias casas foram niveladas e pedaços de madeira ficaram cravados no castelo d'água da cidade. Houve relatos que pesados eixos de trens teriam sido levantados e espalhados pelo pátio ferroviário. Mais à leste, a cidade mineira de West Frankfort também foi devastada pelo enorme tornado com 152 mortes ocorrendo naquela área. O tornado atingiu o lado noroeste da cidade demolindo muitas empresas e varrendo todos os conjuntos de casas. Na empresa Orient Mine, uma grande estrutura usada para transportar o carvão para carregamento pesando várias toneladas foi derrubada e virada pelo tornado. Danos extremos continuaram a leste da cidade, quando uma ponte ferroviária foi arrancada de seus suportes e 300 pés (91 m) dos trilhos da ferrovia foram arrancados do chão e arremessados longe. Várias pequenas aldeias de mineração na área foram destruídas, resultando em inúmeras fatalidades. O tornado destruiu a pequena cidade de Parrish, onde 22 pessoas foram mortas e a cidade nunca foi reconstruída. Danos graves e várias fatalidades também ocorreram na área de Olga, no condado de Hamilton, a oeste de Dale. Em 40 minutos, 541 vidas foram perdidas e 1 423 pessoas ficaram gravemente feridas. O tornado devastou áreas rurais adicionais nos condados de Hamilton e White, ceifando a vida de mais 65 moradores antes de entrar em Indiana. Estima-se que 613 pessoas morreram em Illinois, o maior número de fatalidades relacionadas a tornado dentro de um estado na história dos EUA.

### Indiana

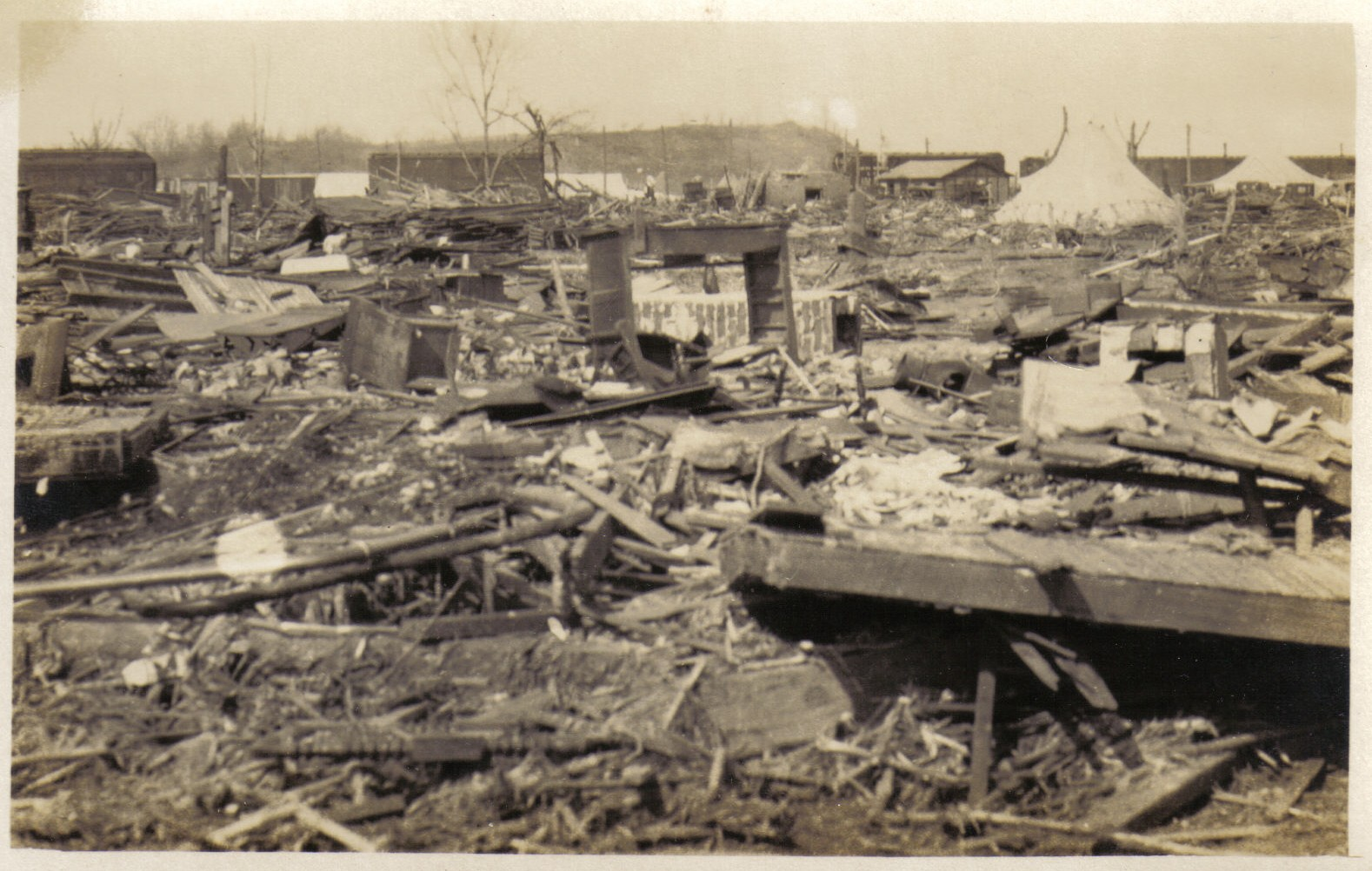
Ruínas da cidade de Griffin, Indiana, onde 26 pessoas foram mortas.

Cruzando o rio Wabash, em Indiana, o tornado atingiu e demoliu completamente a cidade de Griffin, onde a maioria das estruturas foram niveladas e algumas foram varridas. 26 pessoas foram mortas lá. O tornado então devastou as áreas rurais e atravessou a cidade de Owensville, resultando em duas mortes na cidade. O tornado então invadiu Princeton, destruindo metade da cidade e matando 45 pessoas. Grandes quadras de bairros em Princeton foram niveladas e uma fábrica da Heinz foi seriamente danificada. O tornado percorreu ainda mais de 10 milhas (16 km), sentido nordeste, antes de finalmente dissipar-se por volta das 16h38, 2,5 mi (4 km) sul-sudeste de Petersburgo aproximadamente. Em Indiana, pelo menos 71 (e provavelmente mais) morreram.

### Total
Ao todo, pelo menos 695 pessoas morreram e 2 027 ficaram feridas, a maioria no sul de Illinois. Três estados, 13 condados e mais de 19 comunidades, quatro das quais foram efetivamente obliteradas (várias dessas e outras áreas rurais nunca foram recuperadas), estavam no caminho do tornado, com um recorde de 3,5 horas de duração. Aproximadamente 15 000 casas foram destruídas pelo Tornado dos Três Estados. O dano total foi estimado na época em US$ 16,5 milhões; ajustando os aumentos de população/riqueza e inflação, o valor é de aproximadamente US$ 1,6 bilhão (2018 USD), superado na história (até 2010) apenas por dois tornados extremamente destrutivos na cidade de St. Louis em 1896 e 1927.

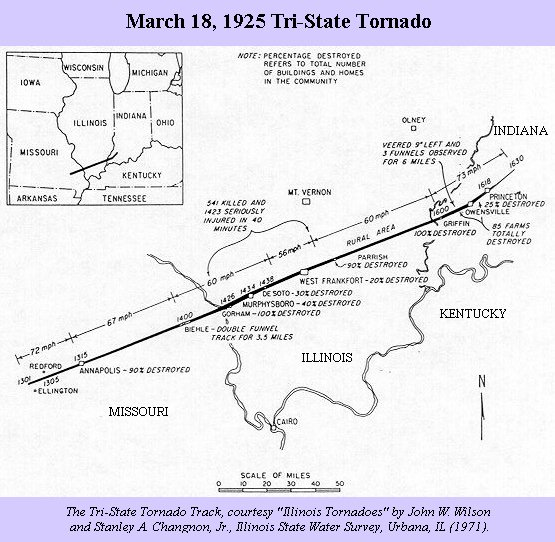
Trajeto do Tornado dos Três Estados

Nove escolas em três estados foram destruídas, nas quais 69 estudantes foram mortos. Mais escolas foram destruídas e mais estudantes foram mortos (assim como o recorde de 33 mortes em uma única escola, em De Soto, Illinois) do que em qualquer outro tornado na história dos EUA.  Mortes ocorreram em muitas escolas rurais. Contando os que voltavam das escolas para casa e os que morreram nas escolas, a soma foi de 72 estudantes.
O rápido tornado às vezes exibia uma aparência incomum devido parcialmente ao seu tamanho e à provável base de nuvens baixas de sua tempestade de origem. O tornado era frequentemente descrito por testemunhas como um nevoeiro amorfo ou uma agitada nuvem tocando o chão e enganava proprietários de fazendas normalmente conhecedores dos fenômenos meteorológicos (além das pessoas em geral) que não sentiam o perigo até que a tempestade desabasse sobre eles. O funil de condensação também foi relatado às vezes envolto em poeira abundante e detritos, tornando-o obscurecido e menos reconhecível. A supercélula que provocou o fenômeno aparentemente mudou para a variedade de alta precipitação (HP) quanto atingiu West Frankfort, o que significa que o tornado não era facilmente visível já que muitas vezes estava envolto em chuva forte e granizo. O número de 65 mortes em zona rural, nos condados de Hamilton e White, sudeste de Illinois, é sem precedentes. O tornado matou pelo menos 20 proprietários rurais no sudeste de Illinois e no sudoeste de Indiana, mais do que o total combinado dos próximos quatro tornados mais mortíferos da história dos Estados Unidos.
O tornado foi frequentemente acompanhado por ventos descendentes extremos ao longo de todo o seu curso; o tornado e os ventos descendentes aumentaram os danos para uma média de 0,75 milha (1,21 km) de largura (mas, às vezes, chegando de 1 até 3 milhas (1,6 - 4,8 km) de largura).
Além dos mortos e feridos, milhares ficaram sem abrigo ou comida.  Os incêndios irromperam, exacerbando os danos.  Saques e roubos, especialmente da propriedade dos mortos, foram relatados. A recuperação foi em geral lenta, com o evento dando golpe duradouro na região.

## Sinopse meteorológica

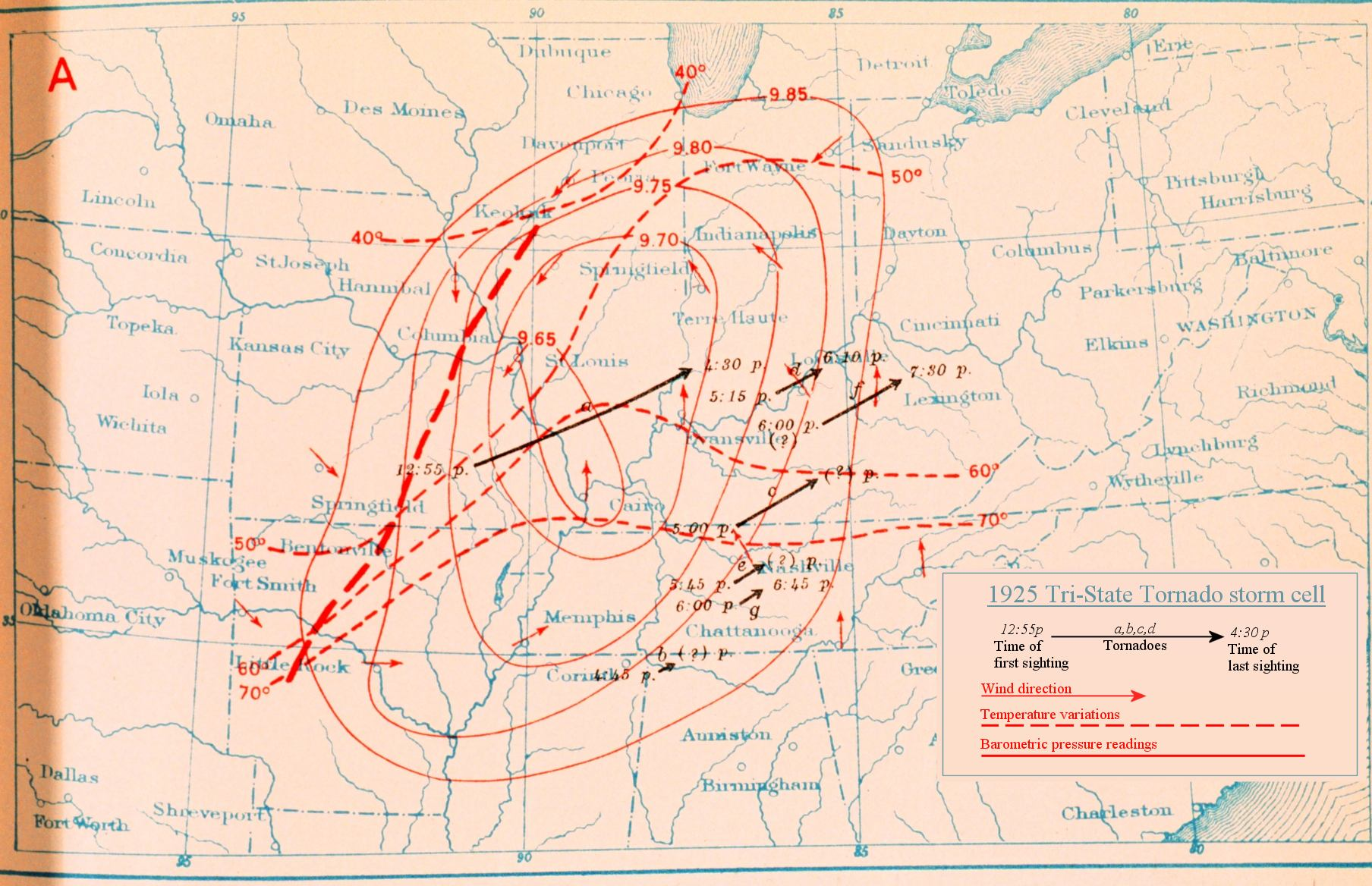
Caminhos percorridos pelo Tornado dos Três Estados e por outros tornados daquele dia, publicado na publicação Monthly Weather Review, abril de 1925. As informações sobre temperatura, pressão e outros tornados podem não ser precisas.

Durante um estudo de revisão de seis anos sobre o Tornado dos Três Estados, publicado em 2013, novos dados das camadas de ar de superfície e superiores foram obtidos e a reanálise meteorológica foi utilizada, aumentando significativamente o conhecimento do quadro sinótico (e mesmo de mesoescala) do evento. O final do inverno até o início da primavera de 1925 foi mais quente e seco do que o normal em grande parte do centro dos Estados Unidos. Aparentemente havia uma crista persistente no oeste com um padrão de cavado sobre a parte central do país.
O ciclone extratropical que iria definir o cenário sinótico para a onda de tornados estava com o centro sobre o noroeste de Montana às 7h00 CST de 17 de março. Enquanto isso, uma área difusa de baixa pressão em superfície estava centralizada perto de Denver, Colorado, em associação com uma baixa de sotavento. Frentes oclusas estendiam-se do sudoeste da baía de Hudson até os estados da parte norte das planícies e à baixa de sotavento. O ciclone sinótico moveu-se sentido sul-sudeste através dos estados montanhosos para o leste do Colorado.  Uma frente quente estendia-se ao longo da Costa do Golfo, separando a massa de ar quente e úmido do clima frio e chuvoso, com áreas de neblina, que se estendiam do Texas até as Carolinas. Uma massa de ar tropical continental (cT), que formou-se bem cedo na estação, estava localizada a oeste do Texas e norte do Novo México. Para o leste dessa massa de ar quente e seco, um leve ar tropical marítimo (mT) estava advectando do Golfo do México. Simultaneamente, um cavado de ondas curtas de nível médio a superior provavelmente se aproximou da costa noroeste dos EUA e moveu-se rapidamente através da crista persistente e, em seguida, avançou para o sudeste através da Grande Bacia e das Montanhas Rochosas centrais, emergindo nas planícies sobre o Colorado.  Isso iniciou a ciclogênese conhecida como "Baixa do Colorado".
Às 7 horas da manhã do dia 18 de março, a área de baixa pressão em superfície, de aproximadamente 1 003 hPa (29,6 inHg), moveu-se para o extremo nordeste de Oklahoma e a frente quente disparou para o norte junto à circulação, onde a frente então se expandiu para leste. Uma frente fria marítima polar (mP) se estendia a sudoeste, através do leste do Texas, com uma linha seca formada diretamente ao sul da baixa pressão. O cavado de onda curta aberto, provavelmente um pouco inclinado negativamente, continuava a se aproximar do noroeste e uma aparente frente de rajada moveu-se precisamente para o sul da frente quente sobre o nordeste do Arkansas e noroeste do Tennessee.  Vários baixas estavam atravessando o setor mais frio sobre o centro-norte dos EUA. As temperaturas de superfície no setor quente, próximo à linha seca e da frente quente variaram de 65-75 ºF (16-24 ºC), e o ponto de orvalho era de 60-65 ºF (16-18 ºC), com valores mais altos mais para o extremo sul e aumentando ao longo do tempo, à medida que a área de baixa pressão, que estava se aprofundando, continuava a puxar o ar do Golfo. Isso resultou em ar instável e bases de nuvens baixas, ou baixas alturas de LCL (nível de condensação por levantamento), o que é favorável à formação de tornados. Do sudeste do Kansas até o Kentucky e Indiana, chuvas e trovoadas bem cedo da manhã, ao norte da baixa e da frente quente, esfriaram e estabilizaram o ar, retardando o avanço da frente para o norte e levando a um forte contraste na temperatura do norte para o sul.  Essas zonas baroclínicas também estão associadas a tempestades tornádicas. À frente da linha seca em superfície, o que não é comum tão a leste do rio Mississippi, um aparente "dry punch" de ar em altitude serviu para aumentar ainda mais a instabilidade. Ao mesmo tempo, uma inversão térmica provavelmente suprimiu as tempestades em todo o setor quente, deixando a supercélula "dos Três Estados" intacta da convecção próxima.
Por volta das 12h00, a baixa pressão em superfície, em fase de intensificação, estava centralizada sobre o centro-sul do Missouri, o eixo da onda curta se movia à leste e estava orientada sobre o leste de Oklahoma. A linha seca avançava rapidamente para o leste, diretamente ao sul da baixa, enquanto a frente quente se movia lentamente para o norte, justamente à leste da baixa. As nuvens matutinas se dissiparam ao meio-dia em grande parte da área onde o Tornado dos Três Estados iria percorrer. Um cavado pronunciado se estendia à nordeste da baixa e sinalizava a sua futura rota como um cavado pré-frontal formado à sudeste da baixa, à frente da linha seca. Uma protuberância na linha seca também pode ter se formado levemente ao sul da baixa e ventos em superfície do sul/sudeste estavam dando apoio aumentando com o tempo em todo o setor quente.  A supercélula do tornado formou-se em uma área altamente favorável, logo à frente do ponto triplo, onde a frente fria, a frente quente e a linha seca se encontravam. A supercélula iniciou-se muito perto da baixa em superfície e moveu-se para leste-nordeste mais rapidamente, de modo que a tempestade gradualmente se desviou para leste da rota da baixa. A supercélula permaneceu perto desse "ponto ideal" por um período prolongado de tempo, uma vez que este ponto se deslocou perto da frente quente altamente baroclínica (possivelmente através do lado frio do limite) por várias horas.
Por volta das 2:00 p.m., a baixa estava centrada um pouco ao sul-sudoeste de St. Louis, Missouri, onde a supercélula "dos Três Estados" estava próxima ao rio Mississippi. Outras tempestades no setor quente, separadas da supercélula "dos Três Estados", começaram a se desenvolver próximo das 3 da tarde. Por volta das 16h00, a pressão central da baixa caiu para cerca de 998 hPa (29,5 inHg) centrada sobre o centro-sul de Illinois, à medida que a supercélula "dos Três Estados" se movia em direção a Indiana. Esta pressão não é particularmente baixa em comparação com muitas outras configurações de surtos de tempo severo, mas o gradiente de pressão era intensa, o que induziu forte gradiente de ventos e advecção significativa no setor quente. Uma corrente de jato em baixos níveis muito forte também estava presente na região, logo acima da superfície, enquanto os ventos mudavam de direção com a altura, resultando em hodógrafos longos e com curvatura em baixos níveis. Portanto, existia forte cisalhamento do vento, com um pronunciado cisalhamento direcional nas proximidades da frente quente com ventos soprando de oeste-sudoeste no nível de altura de 700 hPa, com velocidade próximas de 70 mph (110 km/h) e ventos com cerca de 90-110 mph (140-180 km/h) a 500 hPa. Hodógrafos teóricos retornaram valores da estimativa de helicidade ambiental relativa da tempestade (SREH no inglês) de 340 m2s−2 na vizinhança da rota da supercélula "dos Três Estados". Tempestades fortes agora estavam espalhadas por todo o setor quente e uma linha de tempestades severas estava ocorrendo perto da linha seca. A supercélula "dos Três Estados" parecia ainda ser discreta e isolada, com uma tempestade severa ao norte do Cairo, Illinois, bem ao sul dela.
Às 18h00, o eixo de ondas curtas estava a leste do Missouri e estava subindo para o nordeste. Às 19h00, a baixa estava centrada perto de Indianápolis, Indiana, com numerosas tempestades a leste e ao sul da baixa e uma linha de instabilidade movia-se para o sudeste dos EUA. A advecção de ar frio por trás da forte frente fria alimentou o ciclone enquanto neve e o grãos de gelo (sleet) caíam do leste de Iowa até o centro de Michigan. Às 7h00 de 19 de março, a baixa estava se aprofundando e subindo rapidamente para o nordeste, em direção ao Canadá.
Acredita-se que a supercélula "dos Três Estados" tenha se formado por volta do meio-dia, cerca de 40 minutos antes dos primeiros relatos de tornado no condado de Shannon. Foi uma supercélula clássica nas primeiras duas horas de sua vida, ocorrendo uma transição gradual para uma supercélula de alta precipitação (HP) no sul de Illinois. O período de existência deste grande tornado foi das 12h40. até as 16h40. A supercélula então possivelmente produziu outro tornado significativo ao sudeste de Indiana por volta das 18h00. A convecção aumentou gradualmente no setor quente durante todo o ciclo de vida da supercélula. Ela pode ter se incorporado dentro de um padrão de eco em linha ondulada (LEWP no inglês) no momento em que atingiu o centro-sul de Indiana. Supõe-se que a supercélula perdeu força por volta das 19h00. As estimativas indicam a duração da supercélula em torno de sete horas e a distância percorrida foi de aproximadamente 413 mi (665 km).

### Um único tornado ou parte de uma série?
Há muito tempo existe incertezas quanto aos números originalmente reconhecidos - um trajeto de 219 mi (352 km) e 3,5 horas - se foram de um tornado contínuo ou uma família de tornados. A escassa qualidade dos dados do evento, devido a distância no passado e a falta de outros tornados que se aproximem do comprimento e da duração do percurso do Tornado dos Três Estados, levantaram dúvidas. Além disso, a teoria meteorológica sobre a morfologia e dinâmica dos tornados e das supercélulas sugere que tal duração é altamente improvável. De fato, vários outros tornados do passado, considerados como de trajetória muito longa (VLT - very long track), foram posteriormente reclassificados como sendo famílias de tornados (notavelmente a família de tornados de Woodward, Oklahoma em abril de 1947 e a família de tornados de Charleston-Mattoon, Illinois, de maio de 1917). Nos últimos anos, alguns tornados e supercélulas VLT ocorreram, com 12 tornados percorrendo extensões maiores que 100 mi (160 km), no período 1980-2012 (e 60 desde 1950). No entanto, as estimativas com os maiores comprimentos da rota do Tornado dos Três Estados ainda são cerca de duas vezes mais longas do que qualquer outro tornado VLT mais próximo. Por outro lado, a análise meteorológica não revela nenhum evento análogo, o que significa que as condições do Tornado dos Três Estado foram, aparentemente, únicas.
Pesquisa exaustiva publicada em 2013 não encontrou uma conclusão definitiva mas localizou mais avistamentos de tornados e danos 15 mi (24 km) a oeste do começo anteriormente conhecido do tornado e 1 mi (1,6 km) a leste do final conhecido anteriormente. Os cientistas concluíram que é provável que algumas das rotas, tanto no começo quanto no final, foram de fato tornados separados. Este caminho da provável família de tornados tem a extensão de 235 mi (378 km). Eles também localizaram uma trilha de 20 mi (32 km) (e cerca de 20 min de duração) de um grande tornado que provavelmente foi gerado a partir da mesma supercélula e está localizada a cerca de 65 mi (105 km) a leste-nordeste do final do caminho acima mencionado. Isso traz o comprimento conhecido da Família de Tornados dos Três Estados para cerca de 320 milhas (510 km) em um período de quase 5,5 horas. O estudo de 2013 conclui que é provável que o segmento de 174 mi (280 km) do centro de Madison County, Missouri até Pike County, Indiana é um tornado contínuo e que o trecho de 151 milhas (243 km) do centro de Bollinger County, Missouri até o oeste do condado de Pike, Indiana é muito provavelmente um único tornado contínuo. O caminho do tornado pode ter sido mais longo, mas qualquer um desses valores ainda detém o recorde de maior caminho percorrido por tornado. Thomas P. Grazulis, em 2001, escreveu que as primeiras 60 mi (97 km) da rota é provavelmente resultante de dois ou mais tornados e que um trecho do percurso com 157 mi (253 km) era aparentemente contínuo. Nenhum outro fator singular é responsável por esses valores excepcionais de comprimento e duração. O avanço rápido do tornado, que teve uma média de velocidade de 59 mph (95 km/h), se traduziu em uma maior distância percorrida.

## Onda de tornados mais ampla
| FU | F0 | F1 | F2 | F3 | F4 | F5 | Total |
| -- | -- | -- | -- | -- | -- | -- | ----- |
| ≥3 | ?  | ?  | 2  | 4  | 2  | 1  | ≥12   |

O tornado dos Três Estados foi parte de uma onda de tornados maior, com vários outros tornados destrutivos no mesmo dia no Tennessee, Kentucky e Indiana, bem como tornados significativos no Alabama e no Kansas. Incluindo os tornados adicionais naquele dia, pelo menos 747 pessoas foram mortas e mais de 2 298 ficaram feridas. Isso torna a Onda de Tornados dos Três Estados a mais mortal, 18 de março o dia do tornado mais mortífero, e 1925 o ano com mais vítimas fatais causadas por tornado na história dos EUA. Houve, sem dúvida, outros tornados menos impactantes, cujas ocorrências se perderam na história.
Foi uma onda generalizada, com tempestades severas que ocorreram desde o leste de Ohio até o sudoeste da Louisiana, e também até o sudeste da Geórgia. Fortes tempestades foram relatadas em uma ampla área que também incluiu partes de Oklahoma, Michigan, Ontário, Pensilvânia e Virgínia Ocidental. Numerosos relatos de ventos fortes e granizo com até 4,5 polegadas (11 cm) de diâmetro foram registrados (para referência, uma bola de softball tem entre 3,5-3,8 pol. (8,9-9,7 cm) de diâmetro). O que começou no início da tarde como discretas tempestades de supercélulas se consolidaram como uma potente linha de instabilidade.
| tornados - 18 de Março de 1925                   | tornados - 18 de Março de 1925                                         | tornados - 18 de Março de 1925 | tornados - 18 de Março de 1925 | tornados - 18 de Março de 1925 | tornados - 18 de Março de 1925 |
| ------------------------------------------------ | ---------------------------------------------------------------------- | --- | ------------------------------ | ------------------------------ | --- |
| F#                                               | Localização                                                            | Condado | Hora (local)                   | Distância percorrida           | Danos |
| Kansas                                           |                                                                        | |                                |                                | |
| F2                                               | Dearing                                                                | Montgomery | 0510                           | desconhecido                   | Danos em casas e posto de gasolina em Dearing e arredores. |
| "dos Três Estados" (Missouri, Illinois, Indiana) |                                                                        | |                                |                                | |
| F5                                               | WNW de Ellington, Missouri até 2.5 mi (4 km) SSE dePetersburg, Indiana | Shannon; Reynolds; Iron; Madison; Bollinger; Perry; Jackson, IL; Williamson, IL; Franklin, IL; Hamilton, IL; White, IL; Posey, IN; Gibson, IN; Pike, IN | 1240                           | 235 mi (380 km)                | 695 mortes - O tornado mais mortífero na história dos EUA - Grande distância percorrida, tornado de vórtices múltiplos, provavelmente acompanhado, às vezes, por tornados satélites com segmentos de rastro no começo e no fim, possivelmente, de tornados separados que compreendem uma família de tornados; 1 200 jardas (1 100 m) foi a média de largura do cominho. 2 027 foram feridos. |
| Alabama                                          |                                                                        | |                                |                                | |
| F2                                               | Littleville                                                            | Colbert | 1642                           | 12 mi (19 km)                  | 1 morte - Tornado moveu-se sentido nordeste em Littleville onde causou danos e fez vítimas em um posto de gasolina, casas e um loja; 60 yd (55 m) a largura média. 12 pessoas feridas. |
| Tennessee                                        |                                                                        | |                                |                                | |
| F4                                               | Próximo de Buck Lodge, Tennessee até Beaumont, Kentucky                | Sumner; Allen, KY; Barren, KY; Monroe, KY;, Metcalfe, KY                                                                                                | 1700                           | 60 mi (97 km)                  | 39 mortes - Moveu-se ENE a partir de 8 mi (13 km) norte de Gallatin, Tennessee. Casas e igrejas foram completamente destruídas em muitas comunidades e algumas foram completamente varridas. Possivelmente uma família de tornados; largura média 400 yd (370 m). 95 feridos. |
| F3                                               | Kirkland                                                               | Williamson; Rutherford | 1745                           | 20 mi (32 km)                  | 1 morte - Casas com danos significativos em Kirkland, onde se encontravam todas as vítimas; largura média: 200 yd (180 m). 9 feridos. |
| F3                                               | Próximo de Unionville até 2 mi (3.2 km) NE deFosterville               | Bedford; Rutherford | 1810                           | 12 mi (19 km)                  | 2 mortes - Moveu-se ENE, pelo menos 10 casas destruídas; largura média: 300 yd (270 m). 15 feridos. |
| Indiana                                          |                                                                        | |                                |                                | |
| F4                                               | Mauckport, Indiana até a fronteira sul de Louisville, Kentucky         | Harrison; Jefferson, KY | 1715                           | 18 mi (29 km)                  | 4 mortes - Com uma largura de até 1 mi (1,6 km), move-se ENE, varreu fazendas inteiras perto de Laconia e Elizabeth, Indiana antes de dissipar-se ao sul de Louisville, Kentucky; largura média 1 200 yd (1 100 m). 60 feridos. |
| ?                                                | Monroe Township até Vernon Township                                    | Washington, Jackson | ~1746                          | 20 mi (32 km)                  | Provavelmente um continuação da família de tornados dos Três Estados. Grande tornado, percorreu áreas rurais, causando danos significativosem casas e uma igreja; algumas casas foram totalmente demolidas. Vários feridos. |
| Kentucky                                         |                                                                        | |                                |                                | |
| F3                                               | Louisville até próximo de Pewee Valley                                 | Jefferson; Oldham | 1800                           | 10 mi (16 km)                  | ≥3 mortes - Moveu-se NE, da borda leste de Louisville até próximo a Pewee Valley; pelo menos 12 casas destruídas. 40 pessoas feridas, e o número de mortos pode ter sido maior. |
| F3                                               | Oeste de Marion County até a área de Lexington, Kentucky               | Marion; Washington; Mercer; Jessamine; Fayette; Bourbon                                                                                                 | 1830                           | 60 mi (97 km)                  | 2 mortes - Uma família de tornados moveu-se ENE, do oeste de Marion County, passando próximo de Springfield, e dissipou-se após Lexington; largura média 300 yd (270 m). 40 feridos. |
| Fonte:                                           |                                                                        | |                                |                                | |